# 皮塔利托
皮塔利托是哥倫比亞的城市，位於該國西部，由乌伊拉省負責管轄，距離首府內瓦188公里，始建於1818年6月13日，面積591平方公里，海拔高度1,318米，2005年人口116,328。

## 外部連結
- Official government website （页面存档备份，存于）

1°53′56.09″N 76°02′30.73″W / 1.8989139°N 76.0418694°W